# Lyndon Baines Johnson Library and Museum
La Lyndon Baines Johnson Library and Museum è una delle 13 biblioteche presidenziali statunitensi gestite dalla National Archives and Records Administration. La biblioteca ospita 40 milioni di pagine di documenti storici, tra cui i documenti di Lyndon Baines Johnson e quelle dei suoi stretti collaboratori. La biblioteca è stata dedicata all'ex presidente omonimo il 22 maggio 1971, alla presenza dello stesso Johnson e dell'allora presidente Richard Nixon. L'attuale direttore della biblioteca è la dottoressa Betty Sue Flowers.
La biblioteca, adiacente alla Lyndon B. Johnson School of Public Affairs, si estende su un'area di 57.000 m² nel campus dell'Università del Texas ad Austin. L'ultimo piano della biblioteca è una replica Studio Ovale decorato come era durante la presidenza di Johnson. Il museo offre per tutto l'anno la pubblica visione di numerose mostre storiche e culturali. Questa è l'unica biblioteca presidenziale ad ingresso gratuito e il numero di visite è più alto di qualsiasi altra biblioteca presidenziale (con l'eccezione dei primi due o tre anni di qualsiasi nuova biblioteca, che in alcuni casi vede più visitatori).